# Nesenicocephalus philippinensis
Nesenicocephalus philippinensis är en insektsart som beskrevs av Robert L. Usinger 1939. Nesenicocephalus philippinensis ingår i släktet Nesenicocephalus och familjen Enicocephalidae. Inga underarter finns listade i Catalogue of Life.